# 阿里·沙斯特罗阿米佐约
阿里·沙斯特罗阿米佐约（1903年5月21日—1976年3月12日）通常简称阿里或沙斯特罗阿米佐约，是已故印度尼西亚政治家，穆斯林。
沙斯特罗阿米佐约是印尼第8、10任（第14、16届）内阁总理，他1903年5月21日生于中爪哇的格拉巴格，1976年3月13日逝世于首都雅加达。